# Інсталяція (мистецтво)
Інсталяція (англ. installation) — це художня техніка, яка використовує тривимірні об'єкти, призначені для зміни сприйняття простору людиною. Поширилася в мистецтві в епоху постмодернізму від другої половини ХХ століття як продовження та розвиток мистецтва, започаткованого у дадаїзмі. У XXI сторіччі інсталяції створюють також у віртуальному просторі.

## Художній зміст

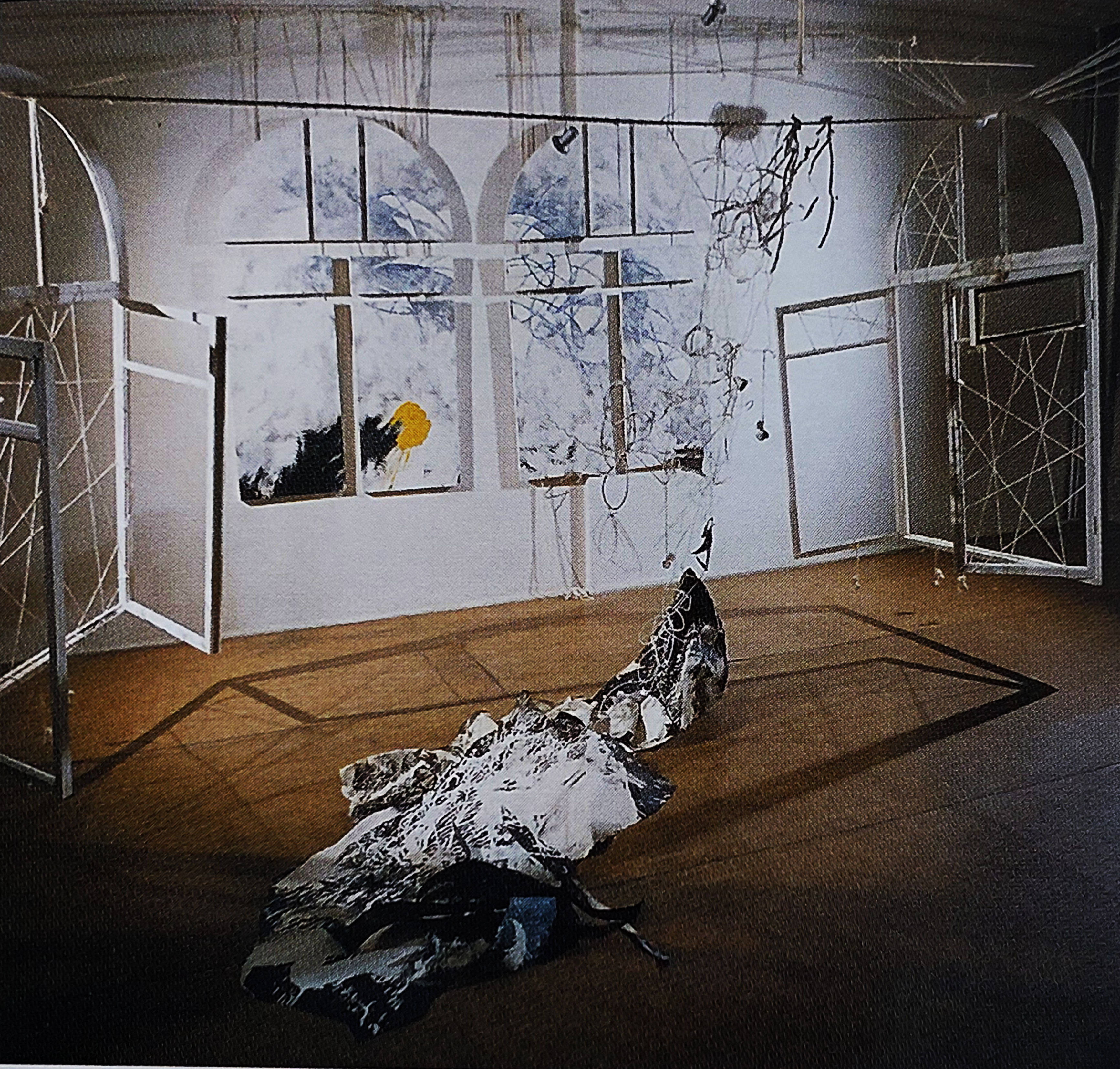
З перших інсталяцій в Україні. Г. Вишеславський, Л. Ковальчук. «І входить ніч» 1988

За  художнім змістом інсталяція — гра, зумовлена просторовим та змістовим контекстами розташування предметів та матеріалів. Слово «інсталяція» походить від дієслова to install (англ. — встановлювати, розміщувати, монтувати), що пояснює технічні аспекти виготовлення. Її не «малюють», не «пишуть», а саме встановлюють, складають з окремих частин. Інсталяція може бути зосереджена на собі, а може підпорядковувати собі людину, змушуючи її перебувати в сконструйованому просторі, використовувати різні матеріали — від промислових відходів і мистецьких творів до комп'ютерних технологій. В інсталяції основним є її тимчасовість, недовговічність. Головною  метою інсталяції є «створення в певному обсязі експозиційного простору особливого художньо-смислового простору — енвайронменту, в якому за рахунок нових контекстів і нетривіальних синтактичних і композиційних рішень виникає унікальне багатовимірне семантичне поле». Макс Фрай у «Артазбуці» наводить вислови молодих художників: «Інсталяція — це коли більше не потрібно малювати картинки»; «інсталяція — це коли просто малювати картинки вже недостатньо». Композиція інсталяції залежить від ідеї художника, від використаних предметів та матеріалів та від місця розташування. В інсталяції  втілена ідея урізноманітнення засобів сприйняття та впливу мистецтва: глядач сприймає твір не лише зорово відсторонено, а й має можливість опинитися усередині і обійти з усіх боків. Художник в інсталяції втілює традиційну задачу виразної організації простору, і вносить у візуальне мистецтво нові категорії, зазвичай недоступні. Додаються — оповідальність та часова тривалість: художник вибудовує хід сприйняття інсталяції глядачами. При цьому інсталяція доступна тільки протягом певного періоду, що вимагає появи глядача у певний час і у певний простір.
На відміну від лендарту інсталяції влаштовуються зазвичай у приміщенні, але і на площах міста та інших громадських місцях теж не рідкість. Інсталяції можуть бути як постійними об'єктами, виставленими в музеях, або створюватися тимчасово в публічних та приватних просторах. Елементами інсталяції можуть бути різні об'єкти включаючи предмети, малюнки, звук, віртуальна реальність, інтернет та інші. Інсталяції регулярно презентуються на міжнародних виставках сучасного мистецтва таких як Венеційський бієнале, Дворічник мистецтва Сан-Паулу та documenta.

## Історія розвитку

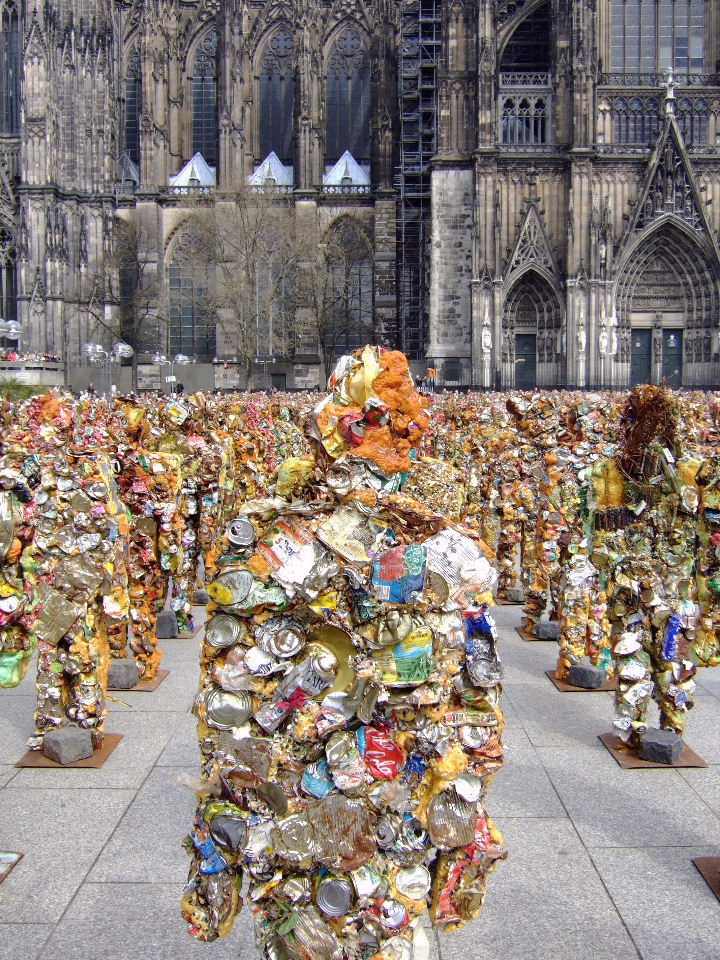
Інсталяція ХА Шульт Мусорні люди перед Кельнським собором.

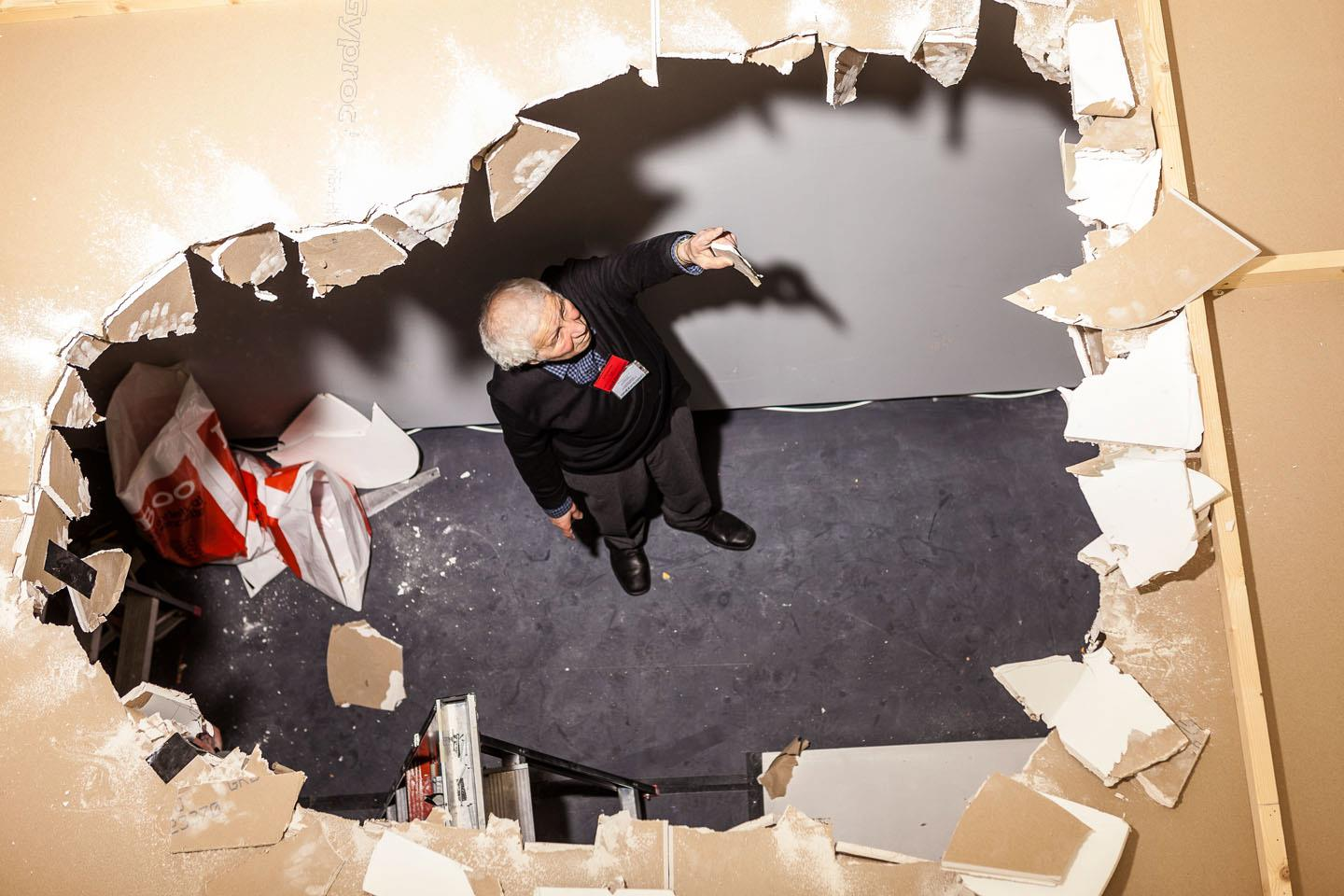
Ілля Кабаков дає інструкції з монтажу своєї роботи «Людина, яка полетіла в космос зі своєї кімнати»

Родоначальниками жанру інсталяції вважають Марселя Дюшана та інших дадаїстів і сюрреалістів. Численні інсталяції створювали авангардисти Й. Бойс, Д. Дайн, Е. Кінгольц, Я. Кунелліс, Р. Раушенберг, Р. Горн, Г. Юккер та інші.  
Інсталяція як вид мистецтва сформувалася  в другій половині двадцятого століття. Вона продовжила мистецтво об'єкту, започаткованого у дадаїзмі (зокрема М. Дюшаном), та розвинула мистецтво  перетворення середовища у футуристів і сюрреалістів. Попередниками інсталяції були «ready-made» Марселя Дюшана, а також твори сюрреалістів та дадаїстів, таких як Курт Швіттерс. Поширенню інсталяції  сприяв розвиток напрямків в мистецтва другої половини двадцятого століття: поп-арт, мінімалізм, концептуалізм, арте повера, флюксус. Нові технічні засоби і технології сприяли появі відеоінсталяції, комбінування фотографій, слайдів, кіно, тощо.
Німецький художник і скульптор Йозеф Бойс використовував для своїх скульптур незвичні матеріали (зокрема, фетр, повсть, сало, мед, базальт),   надавав їм символічного значення. Так мед символізував ідеальне суспільство братерства та тепла. Американський художник Роберт Раушенберг використовував техніку колажу і вперше використав як матеріал для інсталяції-сміття.
Найвідомішим твором американського художника Джозефа Кошута стала інсталяція «Один і три стільці» (1965). Там був стілець, фотографія цього стільця та копія словникової статті «стілець». Було показано різницю між трьома аспектами сприйняття мистецьких творів з світоглядної позиції концептуального мистецтва. 
Українські та російські митці у створенні інсталяцій: В. Комар, О. Меламід, І. Кабаков, А. Монастирський, І. Нахова, К. Звездочетов, О. Бродський, С. Святченко, К. Суботін.
Першою інсталяцією в СРСР називають проект В. Комара та О. Меламіда «Рай» (1973), що символізував входження у соцреалістичну картину. «Рай» являв собою темну кімнату, в якій мерехтіли лампочки, тьмяно світилися розфарбовані вентилятори, у повітрі змішувалися запахи бензину, дешевого одеколону та парфумів. Кімната була наповнена агітпродукцією, живописними і графічними роботами, ідеологічними об'єктами, пропагандистськими символами, лозунгами, звуковими атрибутами соціалістичної дійсності (записами урочистих речей та офіційних звернень), що викликали певні асоціації. Комар і Меламід намагалися досягти пародійного ефекту, своєрідно обігруючи прагнення тоталітарної влади створити образ соціалістичного раю. У Радянському Союзі першою просторові інсталяції стала виконувати Ірина Нахова. У власній квартирі створювала проєкти ілюзорної архітектури під назвою «Кімнати».  І. Нахова  формувала «цілісне, м’яке ілюзорне середовище, маскуючи реальні просторові і світлові співвідношення». Інтерес до інсталяції виник у неофіційному  мистецтві. 
Ілля Кабаков у 1995 році видав у Мюнхені книгу «Про „тотальну“ інсталяцію», в якій запропонував концепцію «тотальної інсталяції». У Кабакова тотальна інсталяція «відтворює російську метафізику простору існування людини з усією властивою цьому світу неструктурованістю, комунальністю, відсутністю приватних просторів” Передували його інсталяціям зроблені ним проекти уявних виставок, що складалися лише з листків з коментарями («Муха з крилами», 1982). Потім були інсталяції з розвішаними по кімнаті предметами, до кожного з яких була прив'язана записка («16 мотузок», 1986). (1988) І. Кабаков вперше застосував принцип коридору в 1988 році в інсталяції «10 персонажів»: вздовж коридора проходив глядач, оглядаючи інтер'єри кімнат того чи іншого персонажа. В інсталяції «Червоний вагон» (1991)  різні простори пластично виражали стадії історії комуністичної утопії. Ілля  Кабаков стверджував, що займається «тотальною інсталяцією» — такою, що переносить глядача в ілюзорний світ. У тотальній інсталяції реалізується класична метафора образотворчого мистецтва — «входження в картину». Таке мистецтво вимагало повної трансформації приміщення (стін, підлоги, освітлення) та режисури, наближеної до ефектів театру, кіно. У 1994 році у Варшаві відбулася спільна виставка Джозефа Кошута та Іллі Кабакова «Коридор двох банальностей». Демонстрували довгий ряд присунутих одне до одного столів, з російської сторони — обшарпаних, а з західної — охайних.
Сучасні художники звертають особливу увагу на гру світла і тіней. У японського митця Сігео Фукуди (1932–2009) серед інсталяцій є дві композиції, зібрані з ножиць та виделок. При особливому освітленні інсталяції відкидають образну тінь — мотоцикл і корабель.
Світлотіньові інсталяції створює  бельгійський художник Фред Еерде-кенс. Він використовує різні предмети: скручений дріт, ватні хмарки, штучні дерева та рослини, картонні коробки, кулі, одяг тощо. Але коли крізь них проникає світло, відкривається прихований текст: написаний тінню інсталяції. Так посилюється емоційний вплив на глядача.  
Починаючи з 1990-х років набуває розповсюдження відеоінсталяція. Останнім часом активно розвиваються і комбіновані інсталяції, у яких поряд з предметами фотографії, фрагменти кіно, відеоелементи, комп'ютерні об'єкти, звук, інтернет — від цього інсталяції стають  видовищнішими.
53-тя Венеційська бієнале (2009): головний приз «Золотий лев» у номінації «Найкращий художник» отримав німецький митець Тобіас Ребергер за інсталяцію «Те, що ти любиш, викликає у тебе і сльози», яка являє собою інтер'єр кафе. Ребергер «втягує» відвідувачів кафе у свій твір, пропонуючи їм стати свідками незвичайних оптичних ілюзій, створених чергуванням білого і чорного кольорів; чітку чорно-білу геометрію порушують кілька яскравих акцентів жовтого і оранжевого кольору.

## Види інсталяцій
Серед інсталяцій виділяються три основних види: звичайні, віртуальні, відеоінсталяції.
За змістом визначають сюжетно-розповідний, об'єктно-предметний, зорово-візіонерський види інсталяцій:
- сюжетно-розповідний (численні інсталяції Іллі Кабакова і окремі — Комара і Меламіда);
- об'єктно-предметний (імітації наукових лабораторій, реальних і псевдореальних побутових і музейних інтер'єрів);
- зорово-візіонерський (робить акцент на споглядання якогось зображення або споруди; це інсталяції, які в основному пов'язані з використанням газет і мальованих зображень).

Така інсталяція тривимірна: це  простір, організований за волею митця. Викликає асоціації з театральним мистецтвом.

## Представники  мистецтва інсталяції

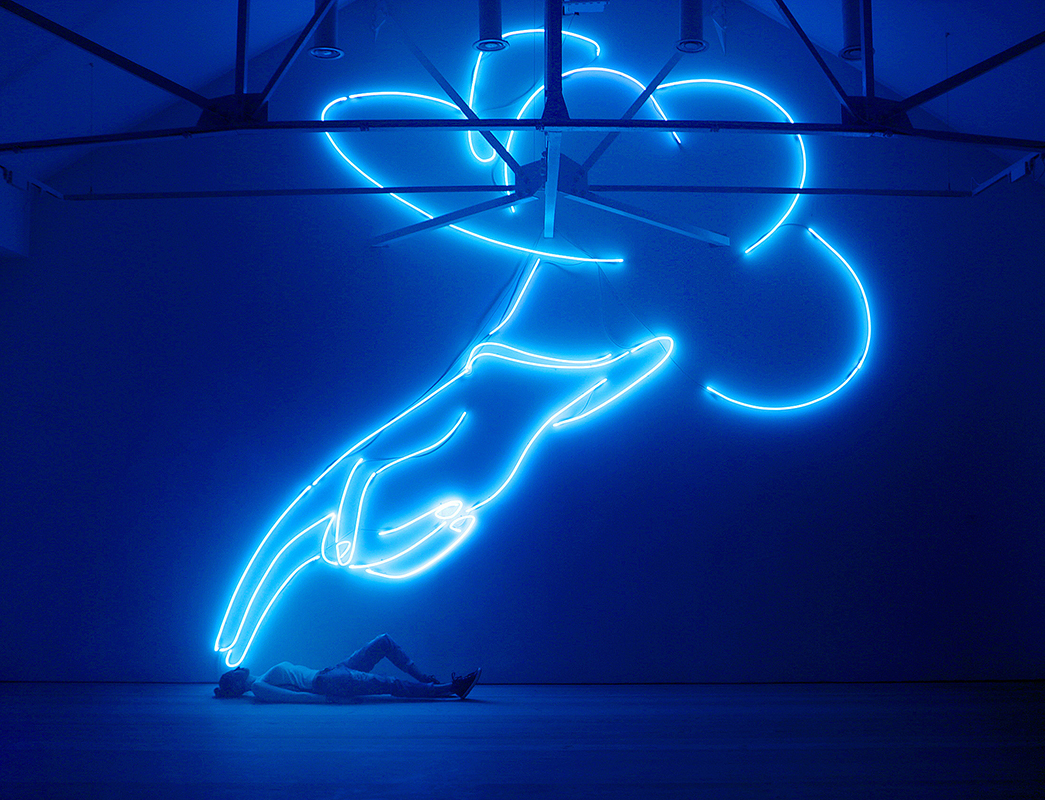
Інсталяція Степана Рябченка "Рука, що благословляє" в Saatchi Gallery у Лондоні

Відомі майстри інсталяції в різних країнах світу: Йозеф Бойс, Роберт Раушенберг, Д. Кошут, Нам Джун Пайк, Я. Куннеліс, Х. Хааке, М. Пістолетто, Т. Креґґ, Т. Хиршхорн, Д. Херст, Маґдалена Абаканович, Ілля Кабаков та ін.
В Україні у 1960–70-х рр. одним з перших почав створювати інсталяції, так звані «біотехносфери» Федір Тетянич. В оформленні музейних експозицій принципи інсталяції в 1970-х роках використовував А. Гайдамака. Як вид мистецтва інсталяція  поширилася в Україні наприкінці 1980-х рр. Знайшла відображення  у творчості художників Василя Рябченко, Олександра Бабака, В. Бахтова, Олександра Бородая, Гліба Вишеславського, Л. Дульфана, Влодка Кауфмана, О. Лісовського, М. Маценка, В. Раєвського, О. Ройтбурда, Г. Сенченка, В. Сидоренка, А. Степаненка, О. Тістола, В. Цаголова, І. Шейх-Заде та інших.
З появою цифрових технологій інсталяції створюють не тільки з тривимірних обєктів, а й у віртуальному просторі, починаючи з перших цифрових робіт у творчості Антона Соломухи, Сергія Святченко, Арсена Савадова. Олена Голуб назвала свої композиції 2000-х фотоінсталяціями, оскільки використано техніку фотоколажу для співставлення об'єктів. Можна також назвати рухомими інсталяціями безсюжетні відео Ігоря Подольчака та Ігора Дюріча та ін. Різноманітні віртуальні інталяції створює Степан Рябченко, доробок котрого охоплює цифрове мистецтво, концептуальну архітектуру, скульптуру і світлові інсталяції.

## Галерея

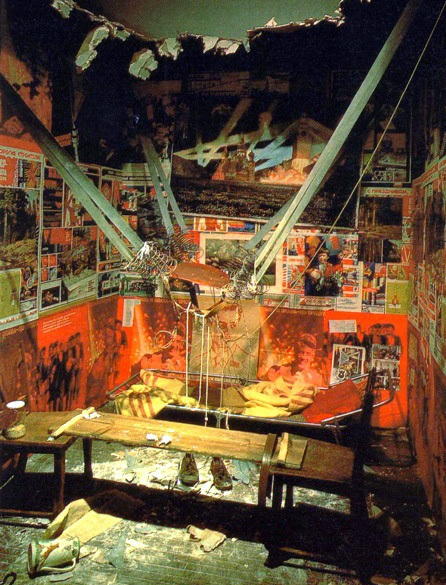
Ілля Кабаков, «Людина, яка полетіла у космос зі своєї кімнати» (1982)
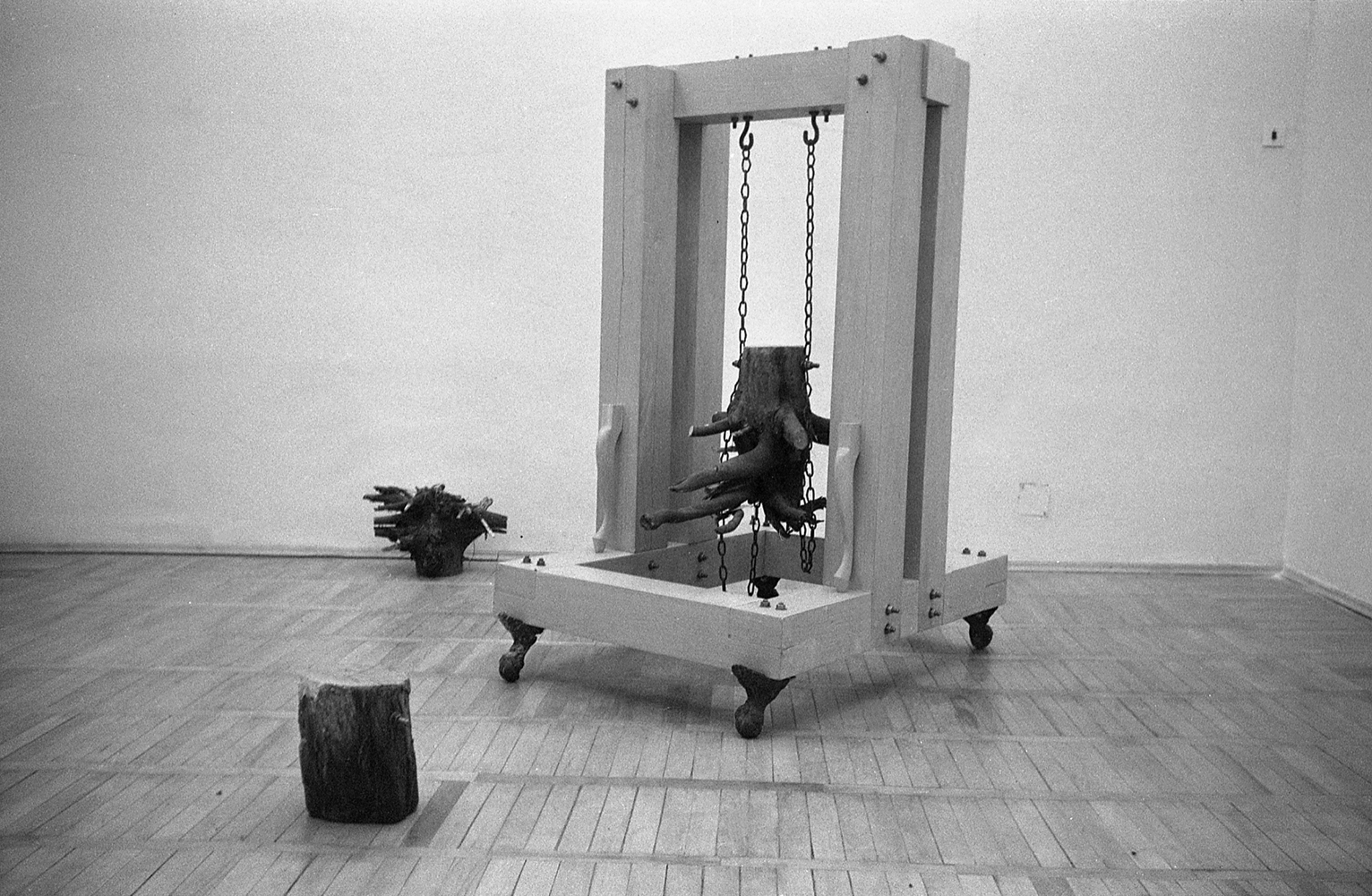
Василь Рябченко, «Гойдалки для пеньків», дерев'яна конструкція, пенька, ланцюги (1993)
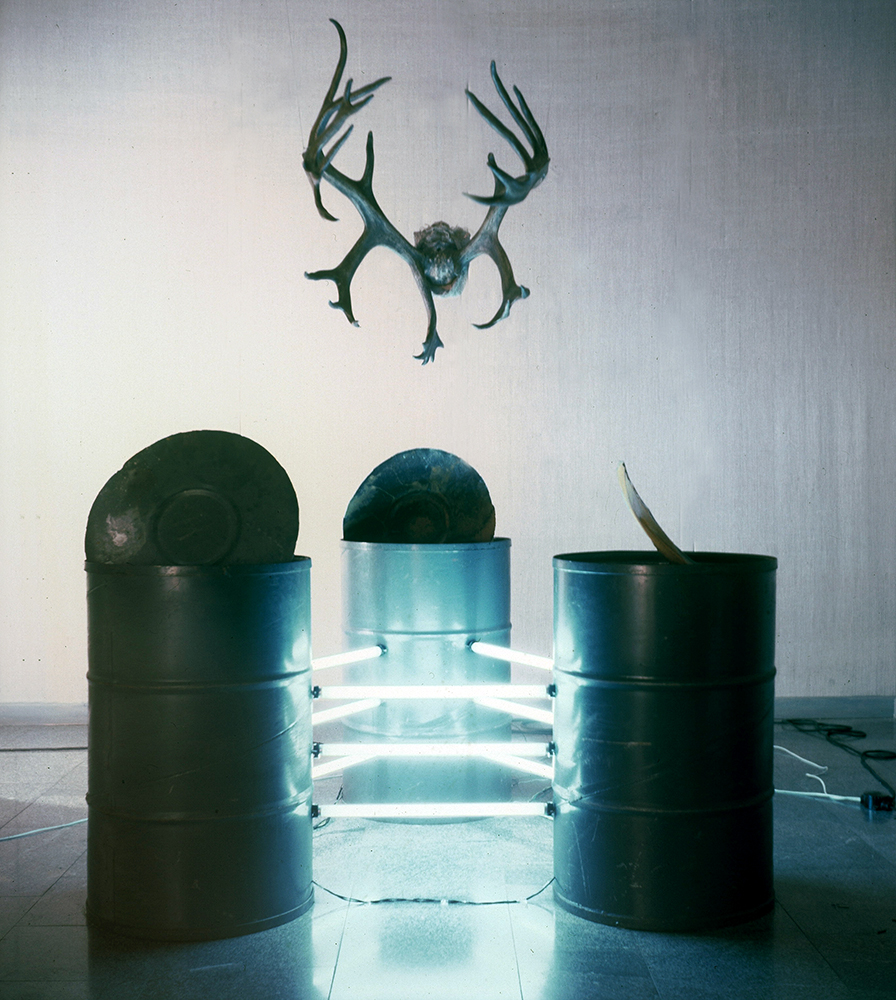
Василь Рябченко, «Великий Бембі», інсталяція, бочки, лінійні лампи, роги оленя (1994)
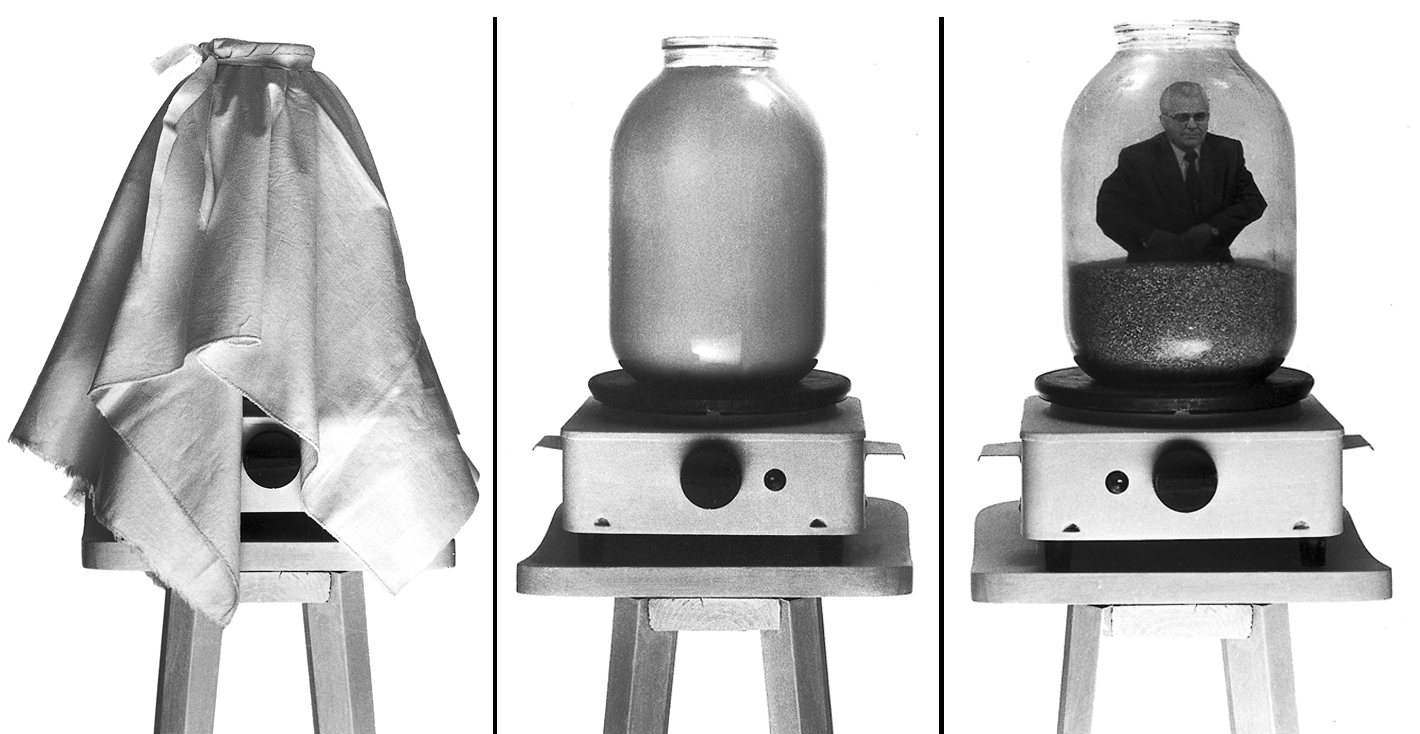
Фонд Мазоха, «Мавзолей для Президента» (1994)
Роберт Раушенберг, «Катання на велосипедах», Берлін, Німеччина (1998)
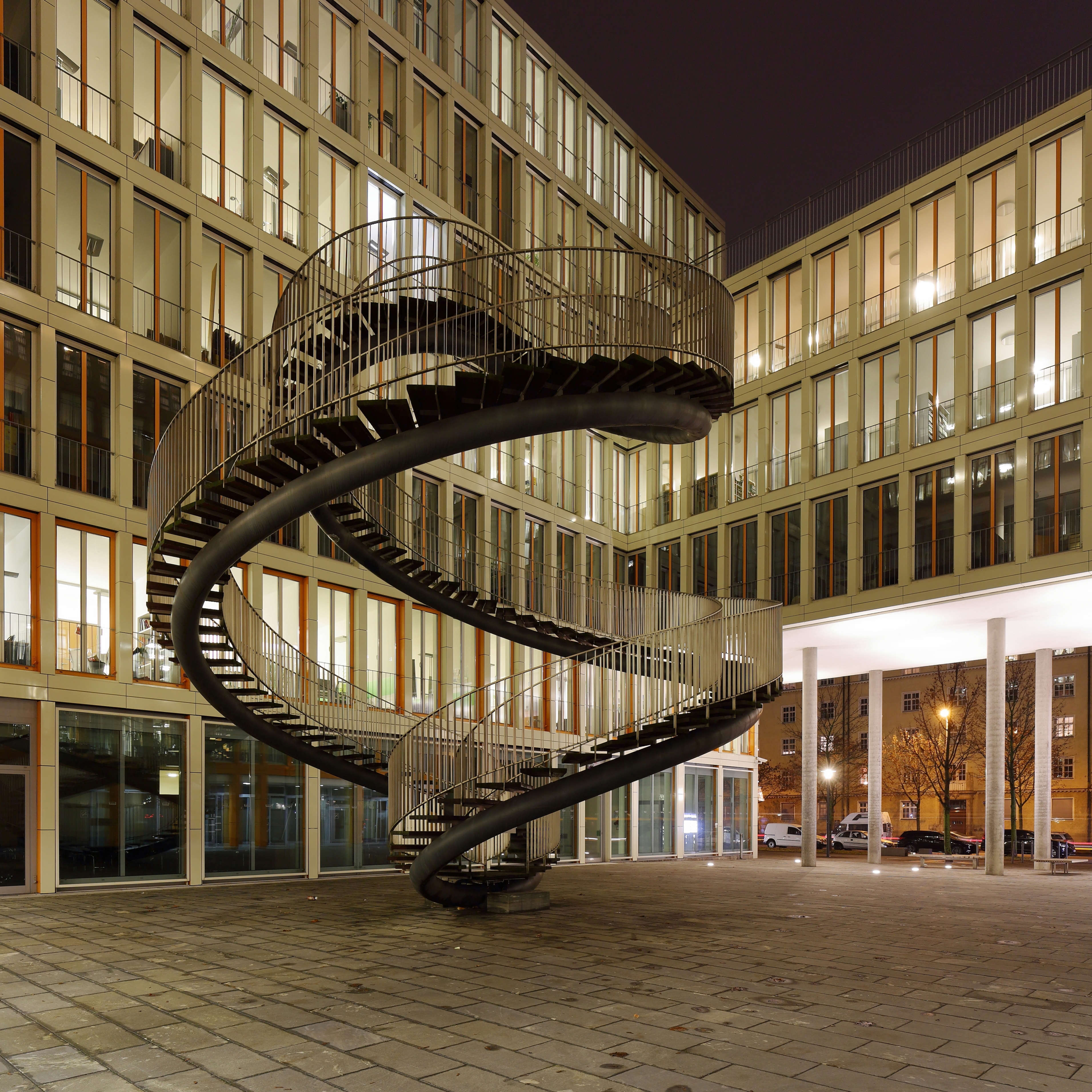
Олафур Еліассон, «Перезапис» (Umschreibung), німецька штаб-квартира KPMG в Мюнхені, Баварія, Німеччина (2004)
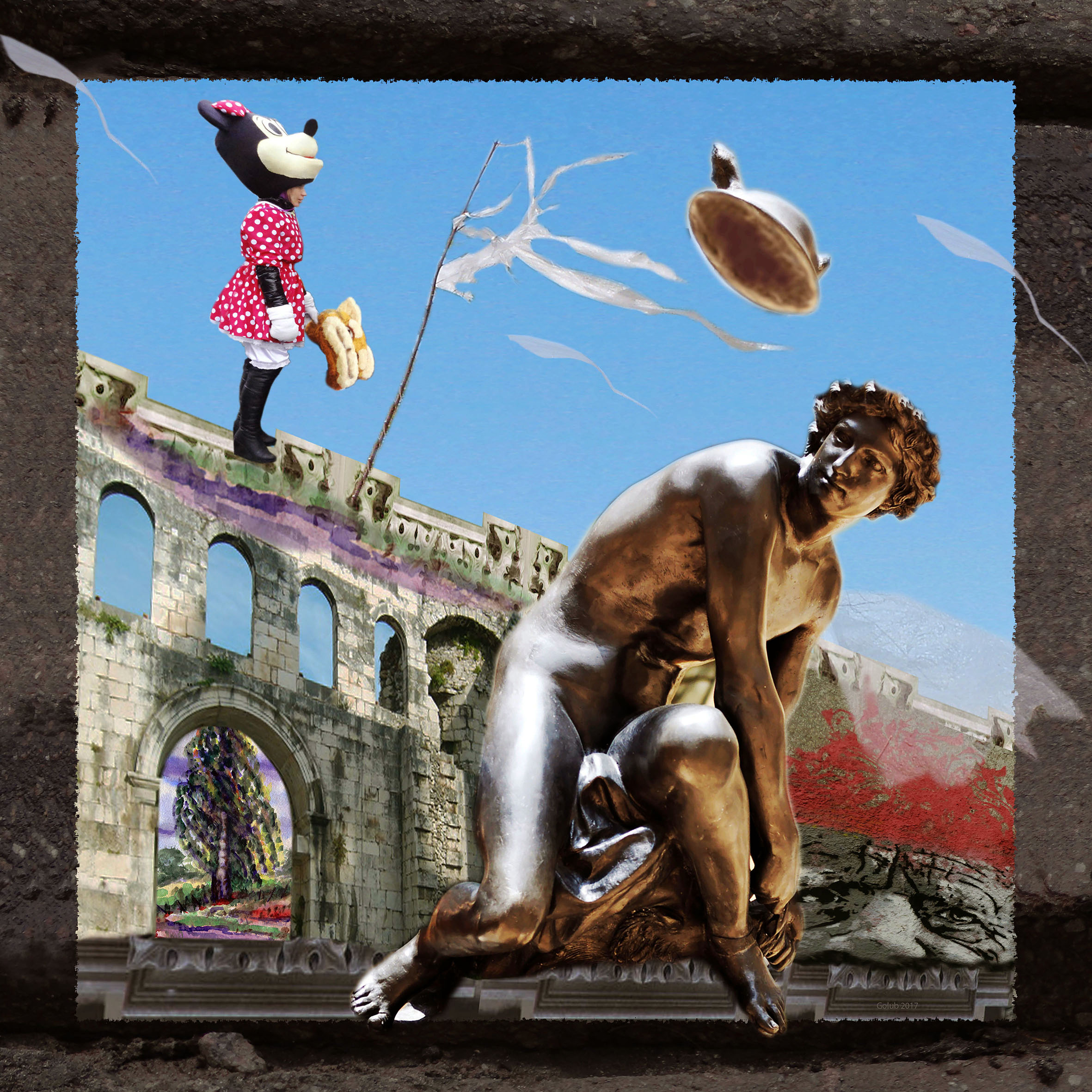
Олена Голуб. Фотоінсталяція з серії «Вітер»-1. Цифровий друк (2017)
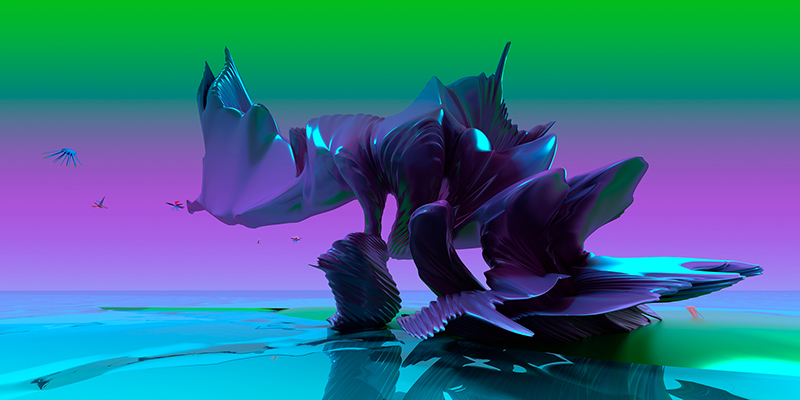
Степан Рябченко, «Мисливець» (2020)